# Bibliothek der Litauischen Seefahrthochschule
Bibliothek der Seefahrthochschule Litauens (lit. LAJM biblioteka) ist eine Hochschulbibliothek in der drittgrößten litauischen Stadt Klaipėda. Als eine Abteilung gehört sie der Seefahrthochschule Litauens (LAJM). Früher war sie Bibliothek der Seefahrtschule und ab 1991 der  Höheren Schule Klaipėda und seit 1998 die Hochschulbibliothek. Sie ist Mitglied des Litauischen Verbands der Kollegsbibliotheken (LKBA). Die Bibliothek ist von Montag bis Freitag geöffnet.

## Datenbanken
Es gibt den Zugang zu Datenbanken wie:
- Academic Search Complete
- Business Source Complete (nach ERIC)
- GreenFILE
- Health Source: nursing/academic edition
- Health Source: consumer edition
- Library, Information Science & Technology Abstracts
- MasterFILE premier
- MEDLINE
- Newspaper Source
- Regional Business News
- Teacher Reference Center

## Leitung
- Rima Stasytienė, Leiterin